# 馬志翔
馬 志翔（マー・ジーシアン、1978年3月1日 - ）は、台湾花蓮県出身の俳優、映画監督。
父はセデック族、母はサキザヤ族の家系で、Umin Boya を名乗る。

## 略歴
中国文化大学卒業。大学卒業後の2000年より、俳優として活躍する。テレビドラマの他、映画にも出演する。2011年の『セデック・バレ』では、実在の親日派の台湾原住民のタイモ・ワリスを演じる。
2014年、日本語の台詞が多い野球映画『KANO 1931海の向こうの甲子園』に、野球に詳しいということと、短編映画での実績が評価され、『セデック・バレ』監督の魏徳聖の意向を受け、長編映画監督としてデビューする。

## 主な作品

### 出演

#### 映画
- 20.30.40の恋（原題：20 30 40／2004年）
- Orzボーイズ！（原題：囧男孩／2008年）
- セデック・バレ（原題：賽德克·巴萊／2011年） - タイモ・ワリス役
- 百日告別（原題：百日告別／2015年）
- ホテルアイリス（2021年）
- 僕たちの歌をもう一度（原題：聽見歌 再唱／2021年）
- 赤い糸 輪廻のひみつ（原題：月老／2021年） - 鬼頭成 役
- BIG（原題：BIG／2023年） - 温暖 役

#### ドラマ
- インターン（原題：大醫院小醫師／2000年） - 凌志傑（Money）役
- 孽子（2003年） - 阿鳳 役
- 人際關係事務所（2018年） - 周廣俠 役
- 未來媽媽（2020年） - 周永然 役
- セックスを語るなら（原題：愛愛內含光／2024年）

### 監督
- KANO 1931海の向こうの甲子園（2014年）